# وارد كورنيل
وارد كورنيل (بالإنجليزية: Ward Cornell)‏ هو صحفي رياضي أمريكي، ولد في 4 مايو 1924، وتوفي في 5 فبراير 2000 بسبب نفاخ رئوي.